# نوانكوو اوبيورا
نوانكوو اوبيورا (بالإنجليزية: Nwankwo Obiora)‏ (مواليد 12 يوليو 1991 في كادونا، نيجيريا - ) هو لاعب كرة قدم نيجيري، يلعب كلاعب وسط دفاعي، شارك في كأس الأمم الأفريقية 2013.

## روابط خارجية
- نوانكوو اوبيورا على موقع الاتحاد الدولي (مؤرشف)  (الإنجليزية)
- نوانكوو اوبيورا على موقع قاعدة بيانات كرة القدم.إي يو (الإنجليزية)
- نوانكوو اوبيورا على موقع ناشيونال فوتبول تيمز (الإنجليزية)
- نوانكوو اوبيورا على موقع Soccerway.com (الإنجليزية)
- نوانكوو اوبيورا على موقع عالم كرة القدم.نت (الإنجليزية)
- نوانكوو اوبيورا على موقع AS.com (الإسبانية)